# 趙孟周
趙孟周（1569年—1608年），字元在，浙江绍兴府上虞县人，明朝政治人物。

## 生平
萬曆三十一年（1603年）癸卯科浙江乡试举人，三十五年丁未科进士，工部观政，三十六年正月授江西南丰县知县，卒于官。

## 家族
曾祖趙週。祖父赵恩。父赵珠。嫡母虞氏，生母周氏。永感下。弟仲周、季周。